# Agrostis avenacea
Agrostis avenacea é uma espécie de gramínea do gênero Agrostis, pertencente à família Poaceae.